# Новая Кармала
Новая Кармала (эрз. Карамал веле, Од веле) — эрзянское село в Кошкинском районе Самарской области. Административный центр сельского поселения Новая Кармала.

## География
Село расположено на правом берегу реки Кармала в 170 км от областного центра г. Самара и 25 км от районного центра села Кошки. Граничит с поселениями Старая Кармала, Степная Шентала, Большое Ермаково, Старое Юреево и Старое Фейзуллово.

## История
В начале 16 века с территории современной Мордовии пришли в край эрзяне. Первоначально переселенцы обосновались на правом берегу реки Кармалки. «Земля предков» — это Новокармалинские луга.
Из-за гонений царского правительства и набегов кочевников они были вынуждены прятаться в диких местах. Люди селились на трех больших полянах, вокруг густых лесов и болот. Беглецы занимались скотоводством, бортничеством, ткачеством и другими промыслами.
Из-за постоянных весенних затоплений талыми водами, жители вынуждены были перейти жить на новое место жительства, и стали жить южнее, где теперь и находится Старая Кармала (Таштовеле — старое село; эрз..)
Согласно архивным документам, село основано в 1639 году, мордвой (эрзя) и чувашами. Эрзя — крепостные княгини Дарьи Арчиловой. Позже перешли в разряд госуд. и удельных. Чуваши — ясашные (государственные) крестьяне.
На 1737 год — 36 изб, 37 клетей, 7 конюшен, 6 бань.
Переселенцы проложили мост и рядом поставили высокую башню. На вышке постоянно находился часовой, который оповещал жителей о набегах кочевников. При их приближении он звонил в колокол, и работающие в поле люди прибегали спасать своё село.
На карте 1745 года (карта Казанского ханства из Атласа Российской империи, состоящего из девятнадцати специальных карт) обозначен населённый пункт «Кармала».
В 1765 году жители эрзянской национальности (эрзя), дабы избежать дальнейших сильных паводков перешли на новое место жительства, выше по реке Кармалке. Новые места были темные, опасные, водились медведи. Жители спасались от них при помощи ночных костров. Но несмотря на опасности, которые их подстерегали, первые поселенцы обживали эти земли, разводили домашний скот, распахивали плодородные земли в пойме реки.
Согласно легенде, первым жителем, то есть основателем села, является эрзя Милован.
Ведомость Симбирского наместничества 1780 года по Самарскому уезду дает такую информацию:
| Селении составляющие Самарской уезд по правой стороне Волги называемой Луке Самарской                                      | число в них душ ревизских | во скольких селении сіи верстах от Синбирска | во скольких селении сіи верстах от Самары | Число душ ревизских, ис которых они прежних уездов, в уезд сей Самарской вошли |
| --- | ------------------------- | -------------------------------------------- | ----------------------------------------- | ------------------------------------------------------------------------------ |
| Село Богоявленское, Старые и Новые Кармалы тож, крещеной мордвы, крещеных чуваш, Сии два под № 104 и 105 при речке Кармале | 0 249 53                  | 130 0                                        | 148 0                                     | Из Ставропольскова уезда                                                       |

31 августа 1768 года в ходе своего путешествия Новую Кармалу посещает Иван Лепехин. В своих дневниках он оставил интересные наблюдения из жизни эрзян Новой Кармалы.
На карте 1792 г. Новая Кармала обозначена, как единый со Старым Юреево населённый пункт — Юреевакармала.
В 1849 году «…в деревне Новой Кармале Самарского уезда, с разрешения Правительства, открыт еженедельный базар в субботу…». В 1852 году базар был переведен из Новой Кармалы «…в татарскую деревню Старую Тюгальбугу, того же уезда…», торговым днём была назначена пятница, то есть «…день их празднования, так как жители окольных селений большею частью магометане…».
На 1856 год — в деревне Новой Кармале мордвы удельных крестьян: 389 душ муж. пола, 434 души жен. пола. Военных: 13 душ муж. пола, 34 — жен. пола.
На 1859 год — число дворов — 98 , число жителей — 412 человек мужского пола, 461 человек женского пола.
На 1866 год — крестьян мордвы 128 дворов, 421 душа мужского пола, 463 души женского пола. Военных: 5 дворов, 39 душ мужского пола и 52 души женского пола.
На 1873 год — крестьян мордвы 130 дворов, 414 душ мужского пола, 440 душ женского пола. Военных: 9 дворов, 19 душ мужского пола и 27 душ женского пола.
На 1903 год — число наличного населения — 558 мужского и 619 женского пола.
На 1904 год — 185 дворов, 590 мужского и 632 женского пола, духовного ведомства — 3 чел. (всего — 3 муж. и 6 женского пола).
На 1910 год — 192 двора, 1318 человек, все мордва-эрзя, бывшие удельные. Надельной земли — 2681 десятин. В селе имеется церковь, церковно-приходская школа, 1 ветряная мельница.
В 1913 году в Новой Кармале было две ветряные мельницы.
На 1917 год — 194 двора, число душ — 647 мужского и 671 женского пола (всего — 1318 человек), в том числе духовных — 2 (всего 3 муж., 4 жен. пола). Дворян и мещан нет. Крестьян из мордвы-эрзи — 192 дома, 644 мужского и 667 женского пола.
На 1955 год — 1037 человек.
На 2000 год — 201 двор, 507 человек, средняя школа, дом культуры.
Центр сельсовета (до 1993 г.) и сельской администрации (волости).
С 2006 года — Новокармалинское поселение.
На 2009 год — 173 двора, 449 человек.

## Происхождение названия
Считается, что село получило своё название от реки Кармала. По поводу происхождения слова «Кармала» существует несколько версий:
1. в переводе с языков тюркских народов слово «Карамал» означает «смотреть скот», «тьма скота», «чёрный скот», «бесчисленное множество скота», так как этот район от реки Кармалы до Волги был известен как место хороших пастбищ. Сюда приходили кочевники, в жизни которых захват скота оседлых народов был обычным делом. По этой версии кочевники и дали название селу Кармала.
2. (эрз. кирмалав) в переводе на русский означает «репей». Старожилы села рассказывают, что по берегам реки росло много репья, и от слова «кирмалав» впоследствии и произошло наименование реки Кармалы, а потом и села.
3. профессор Цыганкин Д. В. считает, что название «Кармала» — чувашское, так как в чувашском языке «карма» означает «ветла, ива», а суффикс -ла означает множество однородных предметов.

Эрзяне из соседних сёл Степная Шентала и деревни Городок называют Новую Кармалу «Од веле» (с эрзянского — «Новое село») или «Карамалвеле» (с эрзянского — «село Кармала»; веле — эрз. «село»).

## Ревизия Татищева
В 1737 году для окончательного «усмирения башкир и их устройства управления» была назначена Оренбургская экспедиция под начальством известного государственного деятеля Российской империи Татищева Василия Никитовича.
В том же году он совершил инспекционную поездку по междуречью рек Большого Черемшана и Кондурчи в поисках мест для поселения крещеных калмыков.
На данной территории им было обнаружено 7 «самовольных», то есть не зафиксированных в документах и не плативших налоги в казну поселений общим числом 166 дворов (около 1000 чел.) — чувашские деревни Большая и Малая Кошкина (8 и 4 двора), Тенеева (19 дворов), Максимкина (60 дворов), русская деревня Супонина (19 дворов), мордовская деревня Новые Шенталы (20 дворов), мордовско-чувашская деревня Кармалы (36 дворов).
Все поселения, не сумевшие доказать бумагами законность своего переселения (Супонина, обе Кошкины, Тенеева), распоряжением Татищева были переселены на прежнее место жительства (исполнение данного дела было возложено на командира Сергиевского драгунского полка полковника Пальчикова), прочие были внесены в списки ясачных (государственных оброчных) крестьян.
Исключение составила мордовская часть деревни Кармалы, принадлежавшая княгине Дарье Арчиловой — они остались помещичьими крестьянами.

### Пугачёвское восстание
Во время крестьянской войны 1773—1775 годов новокармалинская мордва активно поддержала Емельяна Пугачева.
На территории Кошкинского района тогда действовало более 10 повстанческих отрядов общим числом в 15 тыс. человек при 30 пушках, которыми руководили различные по происхождению и социальному положению люди: от беглых крестьян до разорившихся татарских князей, от донских казачков и до высших офицеров калмыцкого войска.
После разгрома пугачёвцев (в начале 1774 года) в Ставропольском уезде повстанцы из кошкинских калмыков и крестьян Новой Кармалы, Тенеева, Салавана, Зубовки ушли на Урал и приняли активное участие в сражении у крепости Татищевой под Оренбургом.
Затем последовали ожесточенные сражения под Казанью и только осенью 1774 года правительство смогло перейти к жестким репрессиям.
17 октября 1774 года воинские начальники рапортовали о приготовлениях к смертным казням в бунтовавших селениях Ставропольского уезда, в селах были поставлены виселицы, в том числе в Тенеево и Преображенской Слободе (Кошки).
Приговор содержал общую формулировку: «за какое точно бунтовщичье оказательство поставлены на смертную казнь приготовления» и по деревне Тенеево гласил: «за сообщение в злодейскую толпу и вооружение против Ея Императорского Величества войск и бывшие в сражении при Татищевой крепости в плен взяты», а по селу Кошки «за сообщение некоторых самоохотно в злодейскую толпу и за необоронение (указанных выше лиц — Н. А.), которые тою злодейскою толпою и жизни лишены».

## Отмена крепостного права
Крестьяне, воспринимавшие землю как «божью собственность», которая, согласно «правде», должна распределяться поровну лишь между работающими на ней, первоначально отнеслись к отмене крепостного права крайне отрицательно. Манифест об отмене называли «подложной грамотой».
Распространялись слухи о том, что помещики спрятали «настоящую волю».
И в итоге, в ряде деревень Кошкинского района вспыхнули бунты — в Кошках, Новой Кармале, Супонево, Марьевке и др.
По первым реформам 1863 года, в результате прямого произвола властей, крестьянам выделялось меньше минимального надела в 5 дес. на ревизскую душу. На местах были случаи сокращения крестьянской запашки — за счет четвертных наделов (взял четверть от нормы и ничего никому не должен).
Так же оставались в собственности помещиков, Казны и Удела основные массивы лугов, пастбищ и лесов, которые крестьяне вынуждены были арендовать на невыгодных для себя условиях. Ранее же, до реформы, крестьяне пользовались этими угодьями без всякой дополнительной платы. То есть на деле выходило — получили меньше, чем имели.
«Уставная грамота» в Новой Кармале вводилась нагайками. Мировой посредник с приставом и казаками заставляли подписывать её силой. Тех крестьян, которые не хотели подписывать Уставную грамоту арестовывали и отправляли в соседнее селение. В присутствии населения окружных сел жестоко наказывали плетьми. После жестоких притязаний крестьяне обратились с жалобой к Губернатору на беззаконные действия мирового посредника и чиновников.

### Столыпинские реформы
К началу XX века крестьяне Новой Кармалы имели земельные наделы больше средних по своей степношенталинской волости (13,9 десятин против 9,3 десятин на одно хозяйство). Поэтому равнодушно отреагировали в начале XX в. на реформу П. А. Столыпина (в отличие от своих соседей и соплеменников, эрзян из Степной Шенталы, которые одними из первых (сказался именно недостаток земли) воспользовались в 1906 году реформой Столыпина и перешли к интенсивному хуторскому хозяйству.
За первое десятилетие XX века возникло более 40 хуторов и мелких поселков по рекам Кармалке, Камышлейке и Юмратке. Одно из таких поселений-выселок деревню Грачёвку в 1910 году специально посетил Столыпин Петр Аркадьевич.
Позже, во время коллективизации центром объединения всех мелких хуторов степношенталинской округи стала деревня Городок. Своего рода «городок» из хуторов.

### Первая мировая война
Полным Георгиевским кавалером является Андрей Сергеевич Арютин. Родился в 1890 году в селе Новая Кармала Степно-Шенталинской волости Самарского уезда Самарской губернии. С 1912 года служил в 189-м пехотном Измаильском полку. В годы Первой мировой войны был удостоен четырёх Георгиевских крестов за свои боевые подвиги на фронте. Подпрапорщик. Жена Арютина А. С.- Прасковья Фирсовна Законова. Их сыновья Николай и Василий участвовали в Великой Отечественной войне.

### Период коллективизации
В 1927 году возникли первые ТОЗы (товарищество по совместной обработке земли) — предтечи будущих колхозов.
Братья Прохоровы, Никита Куприянович и Никифор Куприянович, братья Инжуватовы и братья Нестеровы быстрее всех убирали и обрабатывали урожай. По окончании своих работ они помогали в уборке урожая другим крестьянам, за что последние платили хлебом или деньгами. ТОЗы получали соответствующую помощь от ТОЗов волости.
Осенью 1928 года была организована первая артель «Коммуна», в неё объединились 9 крестьянских дворов. Организаторами артели были Чиндяев Григорий Власович и Кандрашкин Афанасий Иванович. Артели был выделен трактор для обработки земли. Первую борозду прокладывал тракторист Иванов Иван (из волости Ст. Шентала). Артель «Коммуна» работала быстро и слажено. Поля обрабатывались быстро и с хорошим качеством.
Развитию и росту «Коммуны» способствовал председатель Ново-Кармалинского исполкома Немин, представитель из г. Ульяновска.
Осенью 1930 года началась сплошная коллективизация крестьянских хозяйств. В селе было организовано два колхоза: им. Сталина и «Пробуждение».
В 1931 году из двух колхозов был создан один большой колхоз им. Сталина из 5 бригад. Были объединены с/х инвентарь, тягловая сила. Первые колхозные постройки были построены и созданы из надворных построек крестьян-колхозников и были поставлены в южной части села.
Полное укрепление колхоз получил в 1935—1936 годах. Постепенно труд в колхозе стал механизироваться: колхоз уже в 1935 году имел 20 лобогреек, 1 сноповязалку, 1 самоброску. В 1937 году на полях появились первые комбайны. С каждым годом колхоз стал расти и крепнуть. В ноябре 1939 года была заложена Ново-Кармалинская МТС.

### Великая Отечественная война
Росту и процветанию села помешала Великая Отечественная война. С первых дней войны жители села встали на защиту Родины.
Из Новой Кармалы не вернулось с войны 188 человек.
В тяжелые военные годы у руля колхозного производства встали женщины и дети. Бригадой колхоза в руководила волевая женщина Самаркина (Ерисова) Прасковья Степановна. О героическом труде женщин в годы войны свидетельствуют такие факты:
— во Всероссийском соревновании тракторных бригад, женская бригада Ново-Кармалинской МТС (бригадир Плешакова Зоя) взяла обязательство выработать в 1942 году в переводе на мягкую пахоту на каждый ЧТЗ — 800 га. За первый этап соревнования бригада с честью выполнила свои обязательства. На весеннем севе выработано 604 га на тракторе и сэкономили 15 % горючего;
— молодая трактористка Ново-Кармалинской МТС Зайкова Анна на тракторе ЧТЗ вспахала по 13-14 га за смену, вместо 11.4 по норме.
Даже в трудные годы колхоз показывал неплохие результаты. Большинство колхозов района и особенно зоны Ново-Кармалинской МТС в самые тяжелые годы войны успешно справлялись с выполнением государственных Планов поставок государству хлеба, мяса, молока, шерсти, яиц, овощей. Колхоз им. Сталина Кармалинского Совета полностью выполнил план поставок хлеба государству. Им вывезено на элеватор 45438 пудов хлеба. В газете была помещена статья: «Колхоз им. Сталина в борьбе за усиление помощи фронту», где указывалось: "Первый этап борьбы за урожай — весенний сев колхозом был проведен в своё время и качественно. Ещё на более высоком производственном уровне провели колхозники уборку урожая в 1942 г. Все от старого до малого вышли в поле, чтобы самоотверженным трудом помочь Красной Армии громить врага; чтобы снабдить её в изобилии хлебом. Особенно на уборке урожая отмечались звенья Анны Алексеевой, Надежды Самаркиной, Евдокии Инжуватовой, Нины Кумаевой. На скирдании хлеба каждый член этих звеньев убирали на 150—200 % больше дневного задания. Благодаря организованной работе, колхоз им. Сталина в срок убрал весь урожай на площади 22000 га. Кроме того, полностью был обмолочен остаток урожая 1941 года. Колхоз не только сдал хлеб за 1942 год, но и до последнего кг. рассчитался с государством за 1941 год.
В 1970 году в селе установлен обелиск погибшим в Великой Отечественной войне новокармалинцам.
Герой Советского Союза из Новой Кармалы
В 1902 году в с. Новая Кармала родился Самаркин Иван Федорович. Герой Советского Союза.
Прошёл всю Великую Отечественную войну в должности командира полка. Звание Героя получил 15 января 1944 года — за форсирование Днепра (в ночь на 28 сентября 1943 г.) во главе 1185-го стрелкового полка 356-й стрелковой дивизии 61-й армии. За умелое руководство боевыми действиями полка, отвагу и мужество, проявленные в бою, Самаркин И. Ф. награждён орденами: Ленина, двумя — Красного знамени, Александра Невского, Красной Звезды и многими медалями. После войны проживал в с. Новая Кармала, с. Степная Шентала, с. Надеждино, в пос. Погрузная, неоднократно избирался депутатом в сельский и районный Советы. Много лет работал в Кировском военкомате г. Куйбышева. Умер 30 ноября 1968 года. Похоронен в Самаре, на Безымянском кладбище.
Новая Кармала в 1945—1962
В послевоенные годы, когда вернулись мужчины, Ново-Кармалинский МТС стал богаче: было много тракторов и комбайнов. Полный расцвет получил колхоз после реорганизации МТС (1958 г.). Колхоз им. Сталина был укрупнен (в 1954 году. объединили с колхозом Ст. Юреево). в колхозе были организованы две комплексные бригады.
В 1961 году по решению собрания колхозников колхоз был переименован в колхоз «Октябрь». Бригадиром тракторной бригады был назначен Ватрашкин Антон Захарович — умелый руководитель, организатор курсов для трактористов.
В 1962 году бригадирами комплексных бригад были назначены Салдаев Юрий Дмитриевич и Утин Николай Михайлович. Возглавляемые ими бригады имели по 3000 га земли, много скота и техники. В первой бригаде было 5 звеньев. На земле второй бригады было три отделения: Юреево, Майоровка, Моховое.

### Религия (верования)
Переселение, а по сути бегство эрзи со своих исконных земель (Мордовия) за Волгу и оседание в Самарской губернии, происходило в большей мере из-за её насильственного крещения. Люди не понимали новой религии. Пытались воскресить «веру отцов», хотя и в иной, проникнутой уже христианскими понятиями форме.
Языческие божества и духи (Анге-патяй, Масторава, Ведява, Юртава и мн. др.) ещё долгое время почитались новообращенными в христианство.
По всей Мордовии и в наши дни сохранились моляны (озксы) — места прежних языческих молений с жертвоприношениями.
Такие места (моляны) у эрзян-язычников назывались репештя.
К югу от села Новая Кармала, место у реки Кармалки (от моста и до села Старое Фейзуллово) в простонародии называют Репештя.
Со слов долгожителей, раньше там росли вековые дубы.
Это место давно утратило своё истинное предназначение. Позабыт современниками и первоначальный смысл его названия. Однако показательно, как древний культ эрзи — почитания предков, молений на природе (в лесных чащах) и весенних гуляний был перенесен новокармалинской эрзей на православную Троицу.
Приуроченное к святой Троице празднество представляет собой встречу дальних родственников на деревенском кладбище (Мазарка). Особый акцент поставлен на поминание могил предков обильной едой.
Интересен сохранившийся до наших дней архаичный праздник «Проводы весны», по-эрзянски «Тундонь ильтема».
Он отмечается на следующее воскресенье после дня Святой Троицы. С нижнего конца села (алопе — эрз. «нижний конец») в сторону верхнего конца (верепе — эрз. «верхний конец») жители, красиво одевшись, с веселыми песнями и плясками несут молоденькую березку, на каждой веточке которой завязано большое количество разноцветных ленточек. Подходя к каждому двору, призывают хозяев присоединиться к праздничному шествию. Хозяева выносят угощение (пироги, квас) и далее сами присоединяются к процессии. Апофеозом становится очень красочный момент — в конце села мужчина, несший березу разбегается и бросает её как можно дальше. К березе подбегает детвора и обрывает веточки с красивыми лентами. Взрослые также приносят домой нарядные березовые веточки, поскольку они считаются символами весны, любви и счастья.

### Храм во имя Святого благоверного князя Александра Невского
Церковь построена в 1890 году на средства и усердием прихожан. «Здание деревянное, теплое, может вмещать около 500 человек. При церкви ограда деревянная. Земли под церковью и оградою находится около 330 кв. сажен. При церкви есть деревянная сторожка. Престол церкви один, во имя Святого благоверного князя Александра Невского, который освящен в 1890 году, июня 4 дня…». Престольный праздник — Михайлов день, отмечается 21 ноября.
Всего на колокольне храма было 5 колоколов. Самый большой колокол весил 52 пуда 25 фунтов (862 кг.), затем — 24 пуда 34 фунта (407,04 кг.), 6 пудов 6 фунтов (100,74 кг.), 36 фунтов (14,74 кг.). Самый маленький колокол имел вес 22,25 фунта (9,11 кг.).
С 4 октября 1904 года священником был Алексей Павлович Охотин, псаломщиком — Николай Иванович Коробцов (родился 27.11.1880 года в с. Курумоч Ставропольского уезда).
В 1904-09 годах в церковной библиотеке книг для чтения было 9 названий в 38 томах.
С 1913 года церковный староста — Анемподист Фирсов («…церковные деньги хранятся за ключом церковного старосты Анемподиста Фирсова, который должность свою проходит с 1913 года и печатью церкви…»).
С 20 июля 1915 года священником был Иоанн Виссарионович Добронравов (родился 15 июня 1853 года). В 1916 году церковь была отремонтирована: «… снаружи: подшивка стен и крыша храма оправлены и дважды окрашены, внутри: иконостас и стены промыты и вновь окрашены, позолота очищена — стоимость всей работы 1710 рублей». Церковь была застрахована со всеми принадлежащими ей строениями в Петроградском Страховом обществе при Святейшем Синоде на 12.592 рубля. В 1917 году в церковной библиотеке было 56 книг «для чтения предназначенных».
С 28 марта 1917 года псаломщиком был Андрей Емельянович Петрукович (родился 30 ноября 1890 года).
12 декабря 1929 года было описано культовое имущество церкви — в описи записано 91 наименование.
В 1935 году местные активисты и советские начальники решают снести церковь, а материал (бревна) использовать для строительства новой школы в Юреево. Архивировано из [newkarmala.narod.ru/istorij.html оригинала] 11 июля 2012 года.. Для разрушения храма выделили трактор, веревками и тросами завязали кресты и купола, чтобы одним разом покончить с церковным строением. Но жители села Новая Кармала и близлежащих деревень Юреево, Ульяновка встали на защиту храма. Три дня и три ночи они не отходили от церкви, дежурили по очереди, здесь же и ночевали. Ложились под трактор, чтобы не дать разрушить храм. Подвиг сельчан, а также посланные гонцы в район и письма в область чудом спасли церковь.
18 апреля 1935 года священник с. Островки Кошкинского района Попов Павел Фёдорович написал заявление в Кошкинский президиум РИКа о перерегистрации его из Островки в село Новая Кармала, так как «… церковь села Новой Кармалы в настоящее время свободна и не закрыта, происходившая яровизация семян в ней окончена». Причина перехода — нападение на квартиру хулиганов. Попов П. Ф. родился 9 августа 1879 года. Русский. Священник — с 1920 года. Пользовался добровольным подаянием прихожан около 350 рублей в год. Был арестован 13 июля 1932 года. Приговорен: Ульяновский оперсектор ОГПУ 8 сентября 1932 года, обв.: по ст. ст. 58-10 и 58-11. Приговор: уголовное дело прекращено за недоказанностью обвинения.
15 декабря 1938 года заседанием расширенного пленума Ново-Кармалинского сельского совета Кошкинского района слушалось дело о закрытии церкви и утверждении сметы на оборудование церкви под клуб (7000 рублей).
Постановлением Президиума Куйбышевского областного Исполнительного комитета Советов № 1879 от 28 ноября 1939 года церковь была закрыта: «Учитывая, что за закрытие бездействующей церкви в селе Новая Кармала высказалось большинство верующих, и что на переоборудование церковного здания для культурных целей колхозом им. Сталина выделены специальные средства, президиум облисполкома постановляет: 1. Удовлетворить ходатайство верующих с. Новая Кармала о закрытии церкви с передачей церковного здания для использования под культурные цели села. 2. Ликвидацию церкви и культового имуществаа произвести в соответствии со ст.ст.37-39-40 постановления президиума ВЦИК и СНК РСФСР от 8 апреля 1929 г. Председатель Куйбышевского облисполкома — Журавлёв…»
В разные годы здание церкви использовалось под колхозное зернохранилище и склады. Затем здание пустовало, со временем стало разрушаться.
В 1995—2002 годах церковь была восстановлена на людские пожертвования и при поддержке администрации района и местных колхозов. Помогали восстанавливать храм коллективы предприятий и организаций района, жители близлежащих сел. При реставрации церкви было принято удачное решение — восстановить церковь в прежнем виде. На протяжении нескольких лет плотницкие работы по реставрации церкви производили жители села Новая Кармала — Вертянкин Иван Никитьевич, Чиндяев Иван Григорьевич, Салдаев Григорий Фролович и другие. 23 ноября 1996 года был установлен главный купол с крестом (колокольня).
В 1998 году в село прибыл иеромонах Филарет (Еремеев Сергей Александрович) и в молебном доме (бывшее здание хозяйственного магазина) возобновились богослужения.
24 апреля 2002 года храм был освящен настоятелем храма иеромонахом Филаретом и благочинным Красноярского благочиния протоиереем Александром Здоренко . В честь этого события был совершён крестный ход. В настоящее время настоятелем храма является игумен Филарет (Еремеев).
С апреля 2007 года стала издаваться церковно-приходская газета «Кармалинский трезвон», под руководством Утиной Л. И., учителя русского языка и литературы, педагога дополнительного образования православного объединения «Радуга».
В сентябре 2012 года состоялась торжественная Божественная Литургия с присутствием епископа Отрадненского и Похвистневского Никифора.
В ноябре 2012 года в храме все желающие могли приложиться к Чудотворной иконе Табынской Божией Матери.
В 2009 году Министерством культуры Самарской области церковь в Новой Кармале признана объектом культурного наследия по Самарской области (заключение экспертизы № 426).

### Диалектные особенности жителей Новой Кармалы
По языковым особенностям говор жителей села Новая Кармала относится к юго-восточному диалекту эрзянского языка, в котором заметны ослабленные (редуцированные) гласные и элементы мокшанского языка, типа вирюв, пирюв и т. д.
Данные говора села, таким образом, дают основания сказать, что основателями села Новая Кармала явились выходцы из Большеберезниковского района Мордовии, где говоры эрзянского языка относятся к юго-восточному диалекту.
Юго-восточный (присурский) диалект — распространён в междуречье притоков Суры (Большеберезниковский, Дубенский и частично Кочкуровский районы Мордовии). На северо-востоке с этим диалектом граничит зона переходных говоров с чертами говоров центрального диалекта.

### Сельское хозяйство
Ново-Кармалинская МТС
Создана в ноябре 1939 г. в результате разделения Погрузнинской МТС.
В зону обслуживания входили 22 хозяйства северной части терр. района: «Максимовка», «Кустарь», им Калинина, «Заливной», им Сталина, «Моховой», «Новое Юреево», «Ульяновка», «Восьмое Марта», «Малалла», им Буденного, «Новое Хозяйство», им Горького, «Заря Ильича», «Рабочий», «Большевик», «Алга Азад», «Красный Восток», им Ленина, им Пушкина, «Единство», «Степной».
С 1946 года Н-К МТС электрифицирована.
С 1951 г. — 9 укрупненных хозяйств: им. Буденного, им. Жданова, им. Калинина, «Новое Юреево», им. Ленина, «Большевик», «Степной», им. Сталина, «Рабочий».
В 1956 г. МТС ликвидирована, техника переведена в колхозы, материальная база досталась к-зу им Сталина («Октябрь»).
Зона Ново-Кармалинской МТС (22 хозяйства на начало 1950 г., 9 — в 1951 г.)
1. Имени Буденного (Андреевка), первое название — «Новый Путь». В 30-е гг. входил в к-з «Малалла», в 50-е гг. вошёл в состав к-за им. Ленина.
2. «Алга-Азат» (Азатовка). В 1951 г. вошёл в состав к-за «Степной».
3. «Максимовка» (Ст. Максимкино). В 1951 г. переименован в к-з им. Жданова., с 2001 г. — СПК «Черемшан».
4. Им. Калинина (Юмратка), первое название — «Бедняк-Трудовик», затем — «Красные Пески», с нач. 90-х гг. — ПСК им Калинина (с центром в с. Ст. Кармала), с 2000 г. — ООО СХП «Заливное», с 2006 г. в составе ООО СХП «Кармала» (с центром в с. Нов. Кармала).
5. «Новое Юреево» (Старое Юреево). В 1929 г. артель «Березовка». Вошёл в к-з «Октябрь» (с центром в с. Новая Кармала), в 90-е гг. разделился с Новой Кармалой на два хозяйства при сохранении старого названия к-з «Октябрь» (с центром в с. Старое Юреево), с 2006 г. — ООО СХП «Юреево».
6. Им. Ленина (Грачевка), в 1928 г. — артель «Луч». В 1951 г. включил в свой состав все соседние колхозы в единый к-з им. Ленина с центром в с. Б.Ермаково, с 1991 г. — АОЗТ и СПК «Ермаково».
7. «Большевик» (Алексеевка). Вошёл в состав к-за «Родина».
8. «Степной» (Степная Шентала), в 1929 г. — артель «Искра». В 1954 г. объединился с к-зами «Власть Труда» и «Рабочий» в к-з им. Хрущева (затем — «Шенталинский»), в 1989 г. — распад к-за на 3 хоз-ва и создание ПСК «Степная Шентала».
9. Им. Сталина (Новая Кармала), в 1928 г. артель «Коммуна», в 1931 г. включил в свой состав к-з «Пробужде-ние» (Нов. Кармала). С 1961 г. — к-з «Октябрь», с 1991 г. — к-з «Кармалинский», с 2003 г. — ООО СХП «Кармала».
10. «Рабочий» (Старое Фейзуллово). С 1954 г. входил в к-з им. Хрущева («Шенталинский»), с 1989 г. — вновь СПК «Рабочий».
11. «Кустарь» (Малое Максимкино). В 1951 г. вошёл в состав к-за им. Жданова.
12. «Заря Ильича» (Антипкино). Первое название — «Заря», в 1951 г. вошёл в состав к-за им. Ленина
13. Им. Пушкина (Малое Ермаково). В 1937 г. выделился из к-за «Новое хозяйство», в 1951 г. вошёл в состав к-за им. Ленина.
14. «Малалла» (Ерандаево). В 1951 г. вошёл в состав к-за им. Буденного.
15. Им. Горького (Большое Ермаково). До 1936 г. носил название — им. Шубникова (ранее назывался «Трак-тор»), в 1951 г. вошёл в состав к-за им. Ленина.
16. «Восьмое Марта» (Новый Колмаюр). В 1951 г. вошёл в состав к-за «Большевик».
17. «Красный Восток» (Моисеевка). В 1951 г. вошёл в состав к-за «Большевик».
18. «Новое Хозяйство» (Большое Ермаково). В 1951 г. вошёл в состав к-за им. Ленина.
19. «Заливной» (Старая Кармала), в 1929 г. артель «Дружба». В 1951 г. вошёл в состав к-за им. Калинина.
20. Им. 18-го Партсъезда (Старая Кармала). В 1939 г. выделился из к-за «Заливной», в 1951 г. вошёл в состав к-за им. Калинина.
21. «Моховой» (Моховой). В 1950 г. вошёл в состав к-за «Новое Юреево».
22. «Ульяновка» (Ульяновка). В 1935 г. включил в свой состав к-з «Майоровка», в 1950 г. вошёл в состав к-за «Новое Юреево».

### Коллективные хозяйства
В 1927 году в селе возникли первые ТОЗы (Товарищество по совместной обработке земли).
Осенью 1928 года была организована первая артель «Коммуна», в неё объединились 9 крестьянских дворов. Организатором артели были Чиндяев Григорий Власович и Кандрашкин Афанасий Иванович. Артели был выделен трактор для обработки земли. Первую борозду прокладывал тракторист Иванов Иван (из волости Степная Шентала).
Осенью 1930 года началась сплошная коллективизация крестьянских хозяйств. В селе было организовано два колхоза: им. Сталина и «Пробуждение».
В 1931 году из двух колхозов был создан один большой колхоз им. Сталина из 5 бригад. Были объединены с/х инвентарь, тягловая сила. Первые колхозные постройки были построены и созданы из надворных построек крестьян-колхозников и были поставлены в южной части села.
Полное укрепление колхоз получил в 1935—1936 годах. Постепенно труд в колхозе стал механизироваться: колхоз уже в 1935 году имел 20 лобогреек, 1 сноповязалку, 1 самоброску. В 1937 году на полях появились первые комбайны.
В 1954 году произошло укрупнение, колхоз им. Сталина объединили с колхозом Ст. Юреево. Были организованы две комплексные бригады.
В 1961 году по решению собрания колхозников колхоз был переименован в колхоз «Октябрь».
Бригадиром тракторной бригады был назначен Ватрашкин Антон Захарович.
В 1962 году бригадирами комплексных бригад были назначены: Салдаев Юрий Дмитриевич и Утин Николай Михайлович. Возглавляемые им бригады имели по 3000 га земли, много скота и техники. В первой бригаде было 5 звеньев. На земле второй бригады было три отделения: Юреево, Майоровка, Моховое.
Колхоз «Октябрь» на 1980 год — 4 поселения, 639 дворов, 1103 человек, из них 711 трудоспособных, 6170 га с/х угодий, в том числе 5285 га пашни, 106 га сенокосов, 778 га пастбищ, 44 трактора, 21 комбайн, 20 гр. автомобилей. посевные площади зерновых — 3160 га, урожайность — 16,2 ц/га. Поголовье КРС — 1993 головы, в том числе 700 коров. Валовой надой — 1693 тонны (2418 кг на 1 корову). На 100 коров получено 92 теленка, падеж КРС — 66 голов.
В 90-е гг. XX в. из колхоза «Октябрь» выделился колхоз «Кармалинский». Название получил по селу.
На 2000 год — 2756 га с/х угодий, в том числе 2408 га пашни, 18 тракторов, 7 комбайнов, 13 автомобилей. Уборочные площади зерновых — 1445 га, урожайность — 16,4 ц/га. Поголовье КРС — 30 голов, в том числе 10 коров. Валовой надой — 334 тонны (2005 кг на 1 корову). На 100 коров получено 119 телят, падеж КРС — 14 голов.
с 2003 г. — ООО СХП «Кармала».
В 2006 г. объединен с СИНКО «Заливное» в сельхозпредприятие «Кармала» (ООО СХП «Кармала»)

### Школа (образование)
В 1891 году при церкви во имя Александра Невского в Новой Кармале открылась церковно-приходская школа, смешанная для мальчиков и девочек. Отдельное школьное помещение было построено на общественные средства в 1893 году. Отапливалось и карауливалось также на общественные средства. В школе учащихся было 36 мальчиков и 6 девочек, все — мордва-эрзя. Учебники и учебные пособия большей частью получались из Самарского Уездного Отделения Епархиального Училищного Совета, а некоторая часть приобреталась на попечительские средства. В школьной библиотеке книг для внеклассного чтения имеется около 30 экземпляров.
Учителем школы был псаломщик Павел Леонтьевич Онисимов, сын крестьянина. Состоял учителем в церковных школах в 1885-97 годах. За отлично ревностное обучение детей награждён Святейшим Синодом благословением и грамотой в 1895 году.
С декабря 1902 по ноябрь 1909 года заведующим и законоучителем церковно-приходской школы был Алексей Павлович Охотин (1879—1937), протоиерей, уроженец села Старая Малыкла Ставропольского уезда.
В 1903 году в Новой Кармале всех детей школьного возраста от 8 до 14 лет было 117 человек, из них 54 мальчика и 63 девочки. Из них в церковно-приходской школе учились 35 мальчиков и 6 девочек. В дальнейшем обучение проводилось в Староюреевской школе. Для начальных классов существовало отдельное помещение (изба) на территории села. Школьный процесс и весенние паводки долгие годы были взаимозависимыми частями жизни сельских детей.
В 1949 году Ново-Кармалинской начальной школой заведовала учительница Нюркина Ольга Исаковна.
В 1974 г. в Новой Кармале началось строительство новой двухэтажной кирпичной школы. В октябре 1976 г. открылась Новокармалинская средняя школа. Директором школы был Утин Пётр Ильич, завучем — Ильина Зинаида Фёдоровна. В 1976 году в школе обучались около 700 учащихся. Директорами школы с 1935 года работали Головин Пётр Николаевич, Архандеев Иван Гаврилович, Китюков Евстафий Афанасьевич, Мадюков Николай Тимофеевич, Утин Пётр Ильич, Шабалов Леонид Алексеевич, Галанский Юрий Иванович, Люлина Алефтина Михайловна, Платонов Юрий Николаевич.
6 октября 2015 года в школе состоялось торжественное мероприятие, посвящённое открытию мемориальной доски Герою Советского Союза Ивану Фёдоровичу Самаркину. Новокармалинской средней школе присвоено имя И. Ф. Самаркина.

### Книга «Новая Кармала»
16 июня 2019 года, в день Троицы, в сельском Доме культуры с. Новая Кармала состоялось знаменательное событие. Свой многолетний труд по истории родного села — книгу «Новая Кармала» — своим землякам представила Вера Ивановна Алексеева (Вертянкина). Объём книги — 552 страницы формата А4. Полноцветное издание содержит много интересных материалов, архивных документов, карт XVIII века. В 16-ти главах и приложениях раскрывается жизнь села с первых лет основания до наших дней. В книге использованы фотографии из личного архива автора книги, семейных архивов жителей села, редакции районной газеты «Северные нивы».
9 декабря 2019 года в ДК железнодорожников им. А. С. Пушкина (г. Самара, ул. Льва Толстого, 94) состоялась XXII церемония награждения лауреатов общественной Акции «Благородство». Лауреатами номинации «Память» стали Вера Ивановна Алексеева, автор книги «Новая Кармала» по истории родного села, а также её земляки — Николай Тимофеевич и Андриян Тимофеевич Клещёвы, профинансировавшие издание книги.